# Zwernberg

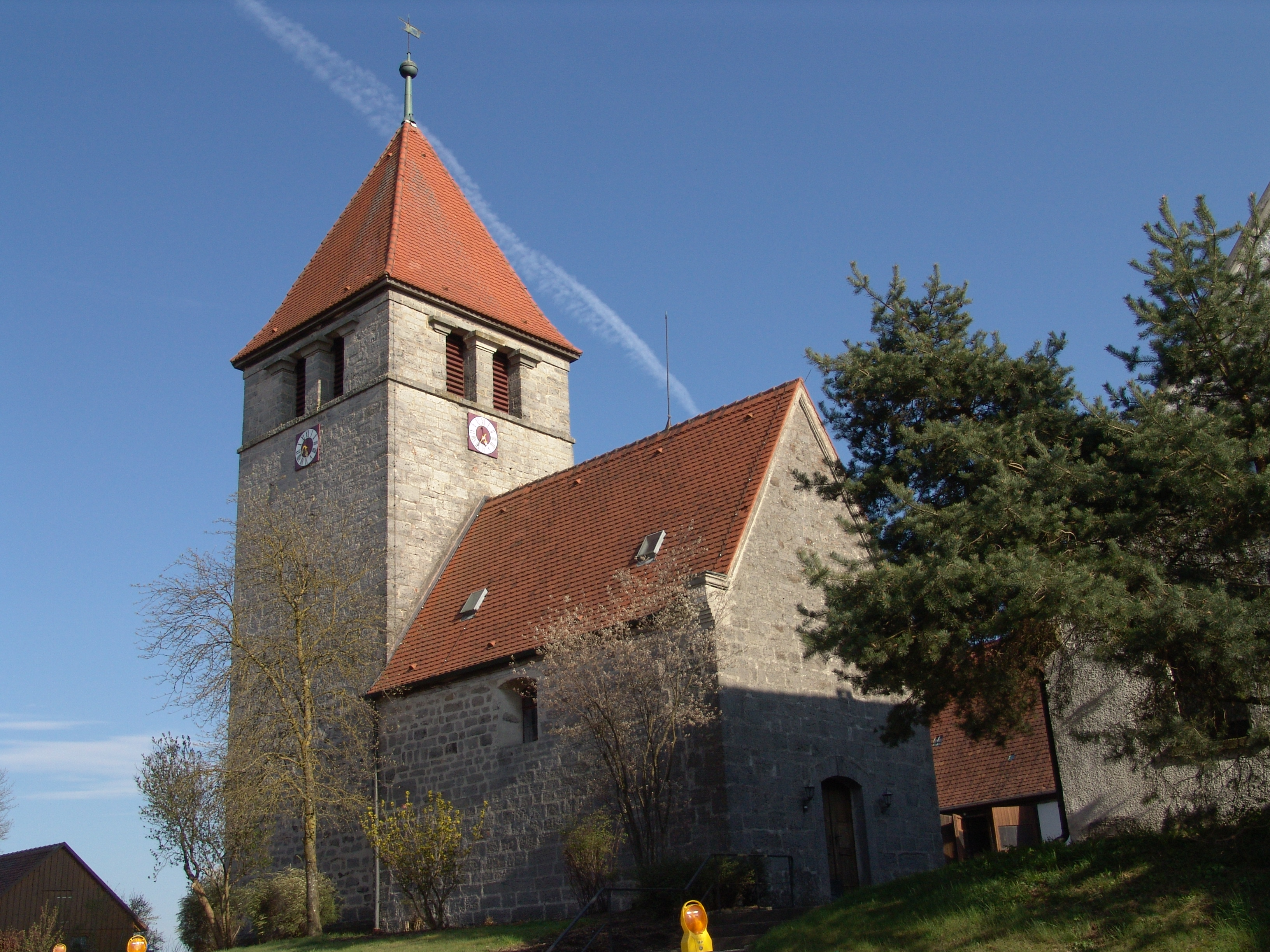
St. Nikolaus

Zwernberg ist ein Gemeindeteil des Marktes Schopfloch im Landkreis Ansbach (Mittelfranken, Bayern). Die Gemarkung Zwernberg hat eine Fläche von 2,720 km². Sie ist in 317 Flurstücke aufgeteilt, die eine durchschnittliche Fläche von 8580,05 m² haben.

## Geografie
Das Kirchdorf liegt am Brunnengraben, einem rechten Zufluss der Zwergwörnitz, und ist von Acker- und Grünland mit vereinzeltem Baumbestand umgeben. Im Ort gibt es einen Baum, der als Naturdenkmal geschützt ist. 0,5 km südwestlich liegt das Herrenholz, 0,75 km nordöstlich das Hinterhölzlein und das Wegholz.
Die Kreisstraße AN 42 führt nach Weidelbach (1,9 km westlich) bzw. über Buchhof nach Schopfloch (2,4 km nordöstlich). Gemeindeverbindungsstraßen führen nach Waldeck zur Kreisstraße AN 43 (2 km südwestlich) und an der Pulvermühle vorbei nach Burgstall (2,5 km südöstlich).

## Geschichte
Der Ort wurde 1311 erstmals urkundlich erwähnt.
Die Fraisch über Zwernberg war umstritten. Sie wurde sowohl vom ansbachischen Oberamt Feuchtwangen als auch vom oettingen-spielbergischen Oberamt Dürrwangen beansprucht. Die Reichsstadt Dinkelsbühl wollte sie auf ihre Anwesen geltend machen. Die Dorf- und Gemeindeherrschaft wurde ganerblich vom ansbachischen Kastenamt Feuchtwangen, der Reichsstadt Dinkelsbühl und dem Rittergut Zwernberg wahrgenommen.
1732 bestand der Ort aus 17 Anwesen, 1 Kirche, 1 Schlösslein mit Ringmauer der Freiherrn von Berga und 1 Hirtenhaus. Grundherren waren das ansbachische Verwalteramt Forndorf (1 Gütlein), der Deutsche Orden (eine Mahlmühle, sechs Güter und Häuser), die Reichsstadt Dinkelsbühl (1 Hof, 1 Gut) und das Rittergut Zwernberg (2 Höfe, 5 Gütlein).
Gegen Ende des 18. Jahrhunderts gab es 16 Anwesen zuzüglich der herrschaftlichen, kommunalen und kirchlichen Gebäuden. Grundherren waren das Verwalteramt Forndorf (1 Gut), das Obervogteiamt Dinkelsbühl des Deutschen Ordens (1 Mühle, 1 Hof, 1 Gut, 3 Gütlein), die Reichsstadt Dinkelsbühl (Ratsamtspflege: 1 Hof; Spital: 1 Gütlein) und das Rittergut Zwernberg (1 Hofgütlein, 1 Gut, 1 Lehengut, 1 Köblergut, 2 Köblergütlein, 1 Handroßgut). Von 1797 bis 1808 unterstand der Ort dem Justiz- und Kammeramt Feuchtwangen.
1806 kam Zwernberg an das Königreich Bayern. Infolge des Gemeindeedikts wurde Zwernberg 1809 dem Steuerdistrikt und der Ruralgemeinde Weidelbach zugeordnet. Mit dem Zweiten Gemeindeedikt (1818) entstand die Ruralgemeinde Zwernberg. Sie war in Verwaltung und Gerichtsbarkeit dem Landgericht Dinkelsbühl zugeordnet und in der Finanzverwaltung dem Rentamt Dinkelsbühl (1919 in Finanzamt Dinkelsbühl umbenannt, seit 1973 Finanzamt Ansbach). In der freiwilligen Gerichtsbarkeit unterstanden 11 Anwesen dem Patrimonialgericht Zwernberg (1799–1809 und 1821–1831). Diese Anwesen unterstanden von 1809 bis 1829 dem Landgericht Feuchtwangen. Die Verwaltung übernahm 1862 das neu geschaffene Bezirksamt Dinkelsbühl (1939 in Landkreis Dinkelsbühl umbenannt). Die Gerichtsbarkeit lag beim im gleichen Jahr gebildeten Stadt- und Landgericht Dinkelsbühl (1879 in das Amtsgericht Dinkelsbühl umgewandelt, seit 1973 eine Zweigstelle des Amtsgerichtes Ansbach). Die Gemeinde hatte 1964 eine Gebietsfläche von 2,752 km². Im Zuge der Gebietsreform in Bayern wurde diese am 1. Mai 1978 nach Schopfloch eingemeindet.
Eine frühere Bezeichnung des Orts lautete „Zwerenberg“.

### Baudenkmäler
- Haus Nr. 6 (der „Fischerbauer“): erdgeschossiges Wohnstallhaus des 18. Jahrhunderts mit späterem Zwerchhaus. Im Straßengiebel Deutschordenswappen und Relief eines Fisches, bezeichnet „J. G. B. 1794“[18]
- Haus Nr. 10: erdgeschossiges, verputztes Wohnstallhaus mit Straßengiebel, vermutlich 18. Jh. Türsturz bezeichnet „J. G. B. 1807“[18]
- Haus Nr. 11: zweigeschossiges Bauernhaus, wahrscheinlich Anlage des 18. Jh. mit späteren Veränderungen; Erdgeschoss fast durchwegs Stall; Obergeschoss traufseitig Fachwerk; schlechter Bauzustand; Giebel verbrettert; Türsturz bezeichnet „I. K. L. 1836“[18]
- Haus Nr. 23: evangelisch-lutherische Filialkirche St. Nikolaus, kleine mittelalterliche Chorturmkirche, 13./14. Jh., Turm wohl im frühen 19. Jahrhundert erhöht; mit Ausstattung[19]
- Brücke über die Zwergwörnitz am nordwestlichen Ortsrand; Sandsteinquader, einbogig; noch 18. Jh.; teils schlechter Bauzustand[18]

### Bodendenkmäler
In der Gemarkung Zwernberg gibt es zwei Bodendenkmäler, darunter der Burgstall Zwernberg.

### Einwohnerentwicklung
| Jahr      | 1818   | 1840   | 1852   | 1855   | 1861   | 1867   | 1871   | 1875   | 1880   | 1885   | 1890   | 1895   | 1900   | 1905   | 1910   | 1919   | 1925   | 1933   | 1939   | 1946   | 1950   | 1952   | 1961   | 1970   | 1987  |
| Einwohner | 102    | 120    | 113    | 117    | 113    | 116    | 118    | 129    | 125    | 125    | 124    | 124    | 125    | 127    | 136    | 142    | 142    | 124    | 98     | 139    | 120    | 121    | 106    | 111    | 96    |
| Häuser    | 24     | 24     |        |        |        |        | 22     |        |        | 22     | 22     |        | 23     |        |        |        | 20     |        |        |        | 20     |        | 20     |        | 21    |
| Quelle    | [ 21 ] | [ 22 ] | [ 23 ] | [ 23 ] | [ 24 ] | [ 25 ] | [ 26 ] | [ 27 ] | [ 28 ] | [ 29 ] | [ 30 ] | [ 23 ] | [ 31 ] | [ 23 ] | [ 32 ] | [ 23 ] | [ 33 ] | [ 23 ] | [ 23 ] | [ 23 ] | [ 34 ] | [ 23 ] | [ 14 ] | [ 35 ] | [ 2 ] |

## Religion
Der Ort ist seit der Reformation evangelisch-lutherisch geprägt und bis heute nach St. Ulrich (Weidelbach) gepfarrt. Die Katholiken sind nach St. Georg (Dinkelsbühl) gepfarrt.

## Trivia
Im Jahre 1787 ist einer Niederschrift in Schopfloch zu entnehmen, dass „…ein großer Teil der Einwohner Schopflochs bei Krankheit Rat beim famosen Hexenmeister in Zwernberg (3 km westlich von Schopfloch) suchen, statt einen Arzt aufzusuchen…“. Von ihm wurde auch behauptet, dass er „Wetter machen“ könne...
Heute würde dieser Mann wohl eher als erfolgreicher Naturheilkundler oder Heilpraktiker bezeichnet.